# 인생 수정
《인생 수정》(영어: The Corrections)은 조너선 프랜즌의 2001년 장편소설로, 그의 출세작이다. 한때 가부장적인 독재자였으나 이제는 파킨슨병에 걸려 힘없는 노인으로 전락한 앨프레드, 남편의 압제에 눌린 채 일 년 내내 크리스마스에 대한 희망으로 자신을 지탱하는 이니드 그리고 이들의 세 자녀로 이루어진 램버트 가족의 이야기를 다루고 있다. 출간 후 전미도서상과 제임스 테이트 블랙 기념상을 수상했다. 대한민국에는 은행나무에서 김시현 번역으로 출간되었다.